# Tospitis nulliferana
Tospitis nulliferana är en fjärilsart som beskrevs av Walker 1863. Tospitis nulliferana ingår i släktet Tospitis och familjen björnspinnare. Inga underarter finns listade i Catalogue of Life.